# Opowieści
Opowieści – piąty album studyjny hardrockowego zespołu Illusion, wydany 22 marca 2014. Poprzedni studyjny album grupy pt. Illusion 6 ukazał się w 1998.
Zapowiedzią albumu był singel pt. „O przyszłości” opublikowany 26 lutego 2014.
Przy tworzeniu płyty współpracowali Adam Toczko (odpowiedzialny za produkcję muzyczną), Adam Ayan (mastering) i Kacper Rachtan (autor opracowania graficznego). W artbooku płyty wykorzystane zostały grafiki węgierskiego artysty Istvána Orosza.
Album zadebiutował na 3. miejscu zestawienia OLiS.

## Lista utworów
Na podstawie:.
| 1. | „O trudzie wyboru”                    | 4:10  |
|    |                                       |       |
| 2. | „O iluzjach”                          | 3:48  |
|    |                                       |       |
| 3. | „O historii gatunku”                  | 3:56  |
|    |                                       |       |
| 4. | „O pracy nad sobą”                    | 3:36  |
|    |                                       |       |
| 5. | „Oddech”                              | 6:25  |
|    |                                       |       |
| 6. | „O przyszłości”                       | 6:27  |
|    |                                       |       |
| 7. | „O wartościach i prawdach wszelakich” | 3:23  |
|    |                                       |       |
| 8. | „O empatii”                           | 3:21  |
|    |                                       |       |
| 9. | „O pamięci po sobie”                  | 12:37 |
|    |                                       |       |
|    |                                       | 47:43 |
|    |                                       |       |

## Twórcy
Skład podstawowy zespołu
- Paweł Herbasch – perkusja
- Tomasz Lipnicki – gitara, śpiew
- Jerzy Rutkowski – gitara
- Jarosław Śmigiel – gitara basowa

Pozostali
- Adam Toczko – producent muzyczny
- Adam Ayan – mastering
- Kacper Rachtan – projekt opracowania graficznego artbooka
- István Orosz – rysunki w opracowaniu graficznym